# Macromitrium japonicum
Macromitrium japonicum là một loài Rêu trong họ Orthotrichaceae. Loài này được Dozy & Molk. mô tả khoa học đầu tiên năm 1844.